# الزعامة (بني بتاو)
الزعامة هي إحدى مشيخات المملكة المغربية، تتبع جغرافيا لإقليم خريبكة وإداريًا لبني بتاو. يقدر عدد سكانها بـ 2884 نسمة حسب الإحصاء الرسمي للسكان والسكنى لسنة 2004.